# ブダペスト・スポーツアリーナ
パップ・ラズロ・ブダペスト・スポーツアリーナ（Papp László Budapest Sportaréna）はハンガリーの首都ブダペストにある多目的アリーナ。

## 概要
1982年から存在していた旧アリーナ（Budapest Sportcsarnok）が1999年12月15日の火災で全焼、再建されたものであり、2003年に開業した。2004年には伝説のボクサーであるラズロ・パップの功績をたたえて現在の名称となった。欧州各国のアリーナが加盟する欧州アリーナ協会にも加盟。
主にスポーツのイベントでは体操競技、陸上競技、アイスホッケーなどのイベントに対応しており、その他コンサートなどのイベントに対応できる。かつてはK-1などの格闘技イベントも開催されていた。
2014年にはEHF EURO2014女子と女子EHFチャンピオンズリーグファイナル4の会場して使用された。